# Metriocnemus beringiensis
Metriocnemus beringiensis är en tvåvingeart som först beskrevs av Peter Scott Cranston och Oliver 1988.  Metriocnemus beringiensis ingår i släktet Metriocnemus, och familjen fjädermyggor. Arten har ej påträffats i Sverige.